# Вадгорд, Кристен
Кристен Мёллер Вадгорд (дат. Kristen Møller Vadgaard; 2 июня 1886, Stenild, Северная Ютландия — 16 февраля 1979, Герн, Центральная Ютландия) — датский гимнаст, серебряный призёр летних Олимпийских игр 1912 года в командном первенстве по шведской системе.